# مالک بن انس
ابوعبدالله مالک‌بن أنس‌بن مالک‌بن ابی‌عامر اصبحی حِمْیَری مدنی
مالک بن اَنس بن مالک بن انس بن الحارث بن غَیمان بن خُثیل بن عمرو بن الحارث الأصبحی، مشهور به مالک‌بن انس (۹۳ – ۱۷۹ ه‍.ق) دومین امام از ائمهٔ اهل سنت است. مادرش العالیه بنت شریک‌بن عبدالرحمان‌بن شریک اَزْدی و یکی از فضلای عصر خود بود.
وی در سال ۹۳هجری قمری در واحه‌ای به نام «ذُو المَروَه» (در شمال مدینه) که در حدود ۳۲ فرسخ از مدینه فاصله دارد، متولد شد. به ترتیب زیر وی دومین امام از ائمۀ چهارگانۀ اهل‌سنت است:
- ابوحنیفه نعمان بن ثابت
- مالک ابن انس
- محمد ادریس شافعی
- احمد ابن حنبل

پیروان مالک ابن انس به مالکی مشهورند.

## شیوخ
- عبدالرحمان بن هرمز متوفی ۱۱۷ ه.ق.
- نافع مولی بن عمر متوفی ۱۱۷ ه.ق.
- جعفر بن محمد الصادق متوفی ۱۴۸ ه.ق.
- محمد بن شهاب الزهری متوفی ۱۲۴ ه.ق.
- یحیی بن سعید الأنصاری متوفی ۱۴۳ ه.ق.
- ربیعه بن ابی عبدالرحمان متوفی ۱۳۶ ه.ق.

## شاگردان
- عبدالله بن وهب بن مسلم متوفی ۱۷۹ ه.ق.
- عبدالرحمان بن قاسم متوفی ۱۹۱ ه.ق.
- اسد بن الفرات بن سنان متوفی ۲۱۳ ه.ق.
- محمد بن دینار متوفی ۱۸۲ ه.ق.
- عبدالعزیز ابن ابی حازم
- عثمان بن عیسی بن کنانه
- عبدالرحیم بن خالد الاسکندرانی

## تألیفات
- الموطأ (مهم‌ترین اثر وی)
- تفسیر غریب القرآن
- رسالة الی ابن وهب فی الرد علی القدریة
- رسالة فی الأقضیة
- رسالة فی الفتوی الی ابی غسان
- کتاب السرور
- رسالة الممتهة الی اللیث بن سعد